# Biscayne Bay Street Circuit
Het Biscayne Bay Street Circuit is een stratencircuit in Miami, Florida, Verenigde Staten. Op 14 maart 2015 wordt de vijfde Formule E-race op dit circuit verreden. Het circuit ligt in Downtown Miami en loopt langs Biscayne Bay, onder de MacArthur Causeway en rond de American Airlines Arena. Het circuit is ontworpen door het bedrijf Ayesa.